# 이수미 (1952년)
이수미(1952년 1월 25일~2021년 9월 2일)는 대한민국의 가수다. 전남 영암군 출생으로 1971년 《때늦은 후회지만》으로 데뷔하였다. 1972년 히트곡 여고시절을 발표하였고, 1973년에는 대천해수욕장에서 피습을 당하였다. 1975년에는 대마초 관련으로 제재를 당하기도 하였다. 2021년 9월 2일 폐암으로 투병 중 사망했다.

## 생애
- 1969년 목포 KBS 노래자랑 대회에 나와 5연승을 했고, 뛰어난 가창력이 좋아 가수로 인정받았다.
- 1971년에 때늦은 후회지만으로 데뷔한 뒤 내 곁에 있어주, 두고 온 고향, 방울새 등의 앨범을 계속 냈다.
- 그중 1972년에 낸 '여고시절'이 히트를 쳐 인기가 많아졌다.
- 이수미 피습 사건으로 인해 무척 힘든 생활을 지내다 앨범도 다시내면서 겨우 이겨낸듯 했지만, 대마초 관련 사건으로 인해 인생이 나락으로 떨어졌다.
- 2003년부터 다시 가수 활동을 재개하며, 개신교 신앙 생활을 하며 복음성가 활동도 하기도 했다. 대한가수협회의 이사직을 맡기도 했다.

## 사망
- 2021년 9월 2일, 폐암 3기 판정을 받고 세브란스병원에서 치료받던 중 향년 69세로 사망했다.
- 5월에 마지막으로 작업한 '별이 빛나는 이밤에'가 유작으로 남게 되었다.
- 발인날은 9월 5일 오전 11시, 장지는 양평 선영.

## 대천 해수욕장 자해사건
- 당시 인기가 절정에 달해 있었던 때였는데 1973년 세간을 떠들썩하게 만든 대천 해수욕장에서 칼을 든 괴한이 촬영 장소에 갑자기 난입해 이수미를 공격했다.
- 당시 이수미의 인기 탓에 대천 해수욕장 피습 사건을 둘러싼 왜곡된 소문과 이에 따른 파문은 그칠 줄 모르고 커져만 갔다.
- 경찰은 이수미가 연인에 의해 실연을 당해 자해를 했다고 발표했지만, 사실은 이수미가 실제로 피습을 당한 사건이었다.
- 현장에 있었던 짧은 머리의 남자들이 경찰에 연행돼 조사를 받는 피해를 막기위해 이수미가 경찰에 거짓 진술을 했던 것이다.
- 이수미는 "연일 언론에 보도되는 등 사건이 일파만파로 커지는 것이 부담스러워 자해를 했다고 거짓말했다.
- 피습이 한 순간에 '자해소동'으로 바뀌었다고 당시 엄청 혼란스러웠던 상황을 털어놨다.

## 대마초 연루사건
- 1975년에 연예계에 대마초 사건이 일어났는데, 이때 대마초 사건에 연관 됐다.
- 그녀는 억울했지만 아무도 들어주지 않았고 무기한 방송정지 처분을 받고 사실상 연예계를 떠나게 됐다.
- 당시에 대마초를 피는 연예인들과 가깝게 지냈고 그 자리에도 있었기 때문이라고 한다.
- 이수미는 "그때 모든 걸 내려놨다. 20년을 아, 소리 한 번 안 내고 지내다 보니 어느 날부터 말이 나오지 않았다"며 실어증 환자가 됐던 사연을 고백했다.

## 앨범
- 1971년 때늦은 후회지만[5]
- 1973년 조용히 살고싶어[6]
- 1974년 내 곁에 있어주[7]
- 1975년 오로지[8]
- 1975년 고향은 멀어도[9]
- 1978년 나를 잊으셨나요[10]
- 1980년 우리엄마[11]
- 1982년 좋은일이 없을까요[12]
- 2003년 또 다른 세상에서[13]
- 2021년 별이 빛나는 이밤에[14]

## 수상 내역[1]
- 1975년 MBC 10대 가수상
- 1975년 TBC 최고 여자가수상
- 1972년 TBC 7대 가수상
- 1972년 MBC 10대 가수상